# Athletic Fútbol Club de Palma
El Athletic Fútbol Club (originalmente llamado Athletic Football Club) fue un club de fútbol de Palma de Mallorca (Islas Baleares, España), fundado en 1922 y existente hasta 1942 cuando fue absorbido por el Baleares Fútbol Club para dar paso al actual Club Deportivo Atlético Baleares.

## Historia

### Orígenes
El 13 de septiembre de 1922 fue fundado el Athletic Fútbol Club, cuando parte de los socios del Balear FC se marcharon para fundaron el nuevo club. Los socios del recientemente fundado club suscribieron acciones de cinco duros para sufragar el nacimiento del club y alquilar el terreno de juego. El alquiler respondía a la necesidad de tener un campo en condiciones y dejar de jugar en descampados abiertos, de superficie irregular, sin gradas ni medidas reglamentarias, aún entonces algo bastante habitual.
El local social quedó ubicado en el Café Reñidero de la Plaza del Olivar n. 3-4. El terreno de juego era el campo de sa Punta (situado en la confluencia de las carreteras de Sóller y Valdemosa), hoy desaparecido y situado entre las calles de Francesc Suau, Poeta Guillem Colom, Alfons el Magnànim y Joan Valls. Tenía unas dimensiones de 98 x 60 metros y una capacidad para 2.800 espectadores, 1.000 sentados y 1.800 de pie.
La equipación del Athletic FC constaba de camiseta a rayas verticales rojiverdes y pantalones negros. A partir de 1933 cambió la camiseta rojiverde por rojiblanca, similar a la del Athletic Club de Bilbao. Su primer presidente fue Antoni Forteza Piña (que también lo había sido del Balear FC).

### Evolución
Poco después de su fundación el club inició su andadura en partidos amistosos y otros torneos e inició su participación en competiciones oficiales del Campeonato de Baleares en la temporada 1926-27. En la temporada 1928-29 ascendió a primera categoría con la única aspiración de mantenerse, siempre con éxito, durante los años 30. 
Su etapa más brillante llegó en la temporada 1939-40 cuando obtuvo hasta tres títulos oficiales: el Campeonato de Mallorca, la Liga Mallorca y la Liga Balear, siendo el único equipo que pudo romper el dominio del CD Mallorca (actual Real Mallorca) y del CD Constancia de Inca. Desde 1940 participó en la Primera Regional, un embrión de la futura Tercera División, consiguiendo igualmente buenos resultados. A pesar de los buenos resultados deportivos, siguió siendo un club pequeño.
A principios de 1941 el club cambió su nombre original de Athletic Football Club por el de Club Deportivo Atlético, obedeciendo las directrices del régimen franquista que obligaban a castellanizar la terminología deportiva.

### Desaparición
El Ayuntamiento de Palma aprobó en 1942 un plan urbanístico de la zona donde se encontraba el campo de sa Punta que obligaba al club a abandonarlo en breve. Pero la entidad no disponía de recursos para conseguir un campo nuevo, lo cual abocaba al Athletic FC a la desaparición. Como la entidad no disponía de recursos para conseguir un campo nuevo y amenazaba con su desaparición, se iniciaron contactos con otros clubes para estudiar una fusión.
Primero probó con el CD Mallorca, pero después de llegar a un preacuerdo se rompieron las negociaciones: el CD Atlético quería que el nuevo club se llamase Atlético-Mallorca, mientras los mallorquinistas no querían ningún cambio. Entonces el CD Atlético contactó con el CF Baleares y se llegó a un acuerdo, rubricado el 27 de mayo de 1942.
Como puede verse el acuerdo fue plasmado jurídicamente como fusión, pero en la práctica fue una fusión por absorción del CF Baleares sobre el CD Atlético. La masa social balearica era más numerosa y su esencia humilde se impuso a la de clase media de los atléticos. Además, el nuevo club heredó la rivalidad del CF Baleares con el RCD Mallorca en detrimento del CD Atlético, que mantenía una relación más cordial con los bermellones. El CD Atlético logró que su nombre figurase en el nombre de la nueva entidad (Atlético-Baleares en lugar de Baleares), pero el resto de sus señas de identidad (colores, campo y escudo) desaparecieron.

## Estadísticas

### Temporadas
- Primera Categoría del Campeonato de Mallorca (11): de 1929-30 a 1939-40
- Segunda Categoría del Campeonato de Mallorca (2): 1926-27 y 1928-29
- Primera Regional de Mallorca (2): 1940-41 y 1941-42

### Campeonato regional de Mallorca
| - 1926-27: 2ª Categoría (1º) - 1927-28: 1.ª Categoría (*) - 1928-29: 2ª Categoría (1º) - 1929-30: 1.ª Categoría (4.º) | - 1930-31: 1.ª Categoría (5.º) - 1931-32: 1.ª Categoría (4.º) - 1932-33: 1.ª Categoría (4.º) - 1933-34: 1.ª Categoría (3.º) | - 1934-35: 1.ª Categoría (5.º) - 1935-36: 1.ª Categoría (4.º) - 1936-37: 1.ª Categoría (4.º) - 1937-38: 1.ª Categoría (6.º) | - 1938-39: 1.ª Categoría (4.º) - 1939-40: 1ª Categoría (1º) |

 - Ascenso 

 - Descenso
(*) campeonato escindido de la Federación
Los campeonatos de 1936-37, 1937-38 y 1938-39 se celebraron, pero no han sido reconocidos por la Federación Española de Fútbol al celebrarse en plena guerra civil española.

### Campeonato nacional de Liga
| - 1940-41: 1.ª Regional (3.º) - 1941-42: 1.ª Regional (4.º) |

### Copa de España
En calidad de Campeón regional de Baleares, el club se clasificó para participar en la Copa de España de la temporada 1939-40, quedando eliminado en dieciseisavos de final (1.ª Ronda).
| 1/16 de final | Local        | Resultado | Visitante    |
| ------------- | ------------ | --------- | ------------ |
| Ida           | Athletic FC  | 2-2       | FC Barcelona |
| Vuelta        | FC Barcelona | 7-0       | Athletic FC  |

## Palmarés

### Torneos regionales
- Campeonato de Mallorca (1): 1940
- Liga Mallorca (1): 1940 (*)
- Liga Balear (1): 1940 (**)
- Campeonato de Segunda Categoría de Mallorca (1): 1929
- Subcampeonato de Segunda Categoría de Mallorca (1): 1927
- Subcampeón de Liga Mallorca (2): 1939, 1941

(*) Disputada desde 1936 hasta los años 50 por los equipos de 1.ª Categoría y parte de 2.ª Categoría de Mallorca después de la Liga.

(**) Disputada entre los campeones de la Liga Mallorca y la Liga Menorca